# Орозович, Пайо
Пайо «Брко» Орозович (серб. Пајо "Брко" Орозовић; 15 июля 1915, Горни-Борци — 8 октября 1943, Кукуневац) — югославский партизан Народно-освободительной войны Югославии, Народный герой Югославии.

## Биография
Родился 15 июля 1915 в местечке Горни-Борци. Серб по происхождению. Не доучился в начальной школе — часто пропускал уроки, потому что вынужден был помогать отцу пасти скот. Служил в армии, после демобилизации работал в лесном хозяйстве «Славекс». В 1941 году после капитуляции Югославии и первых сербских погромов усташей пустился в бега.
Собрав крестьян, он ушёл в партизаны и фактически стал командиром роты партизан. Несколько раз отбивал атаки усташей на родную деревню. 1 декабря 1941 он сумел из засады разгромить карательную экспедицию, в которую были набраны усташи из Дарувара, Бадлевины и Сирача. Немногие выжившие добрались до Дарувара. В начале 1942 года рота Орозовича продолжила нападения на колонны усташей и подорвала железную дорогу Пакрац-Дарувар. В феврале того же года Орозович был принят в КПЮ. Среди партизан получил кличку «Брко».
В середине 1942 года Пайо получил задание от штаба 3-й оперативной зоны задержать колонну противника, чтобы не дать им устроить расправу над беженцами на Равне-горе. Рота Орозовича подготовила засаду и разгромила колонну немцев и хорватов. После этой успешной атаки рота получила почётное название 1-я ударная рота Славонии, продолжив свою деятельность.
В 1943 году в окрестностях Дарувара был сформирован Даруварский партизанский отряд, командиром которого и стал Пайо. Отряд сумел провести несколько успешных акций, после которых усташи вынуждены были оставить значительную часть территорий. С целью помощи хорватским войскам из Бановой-Яруги в Дарувар направилась колонна, которую Пайо решил ликвидировать. 8 октября 1943 он подготовил засаду в деревне Кукуневац, собираясь посреди дороги расстрелять колонну, но та пошла в обход. Пайо осознал, что его замысел раскрыли, и пошёл в лобовую атаку. Спустя два часа колонна была разгромлена, но Пайо погиб.
20 декабря 1951 указом Президиума Народной скупщины ФНРЮ Пайо Орозовичу посмертно было присвоено звание Народного героя Югославии.